# 小沢和義
小沢 和義（おざわ かずよし、1964年〈昭和39年〉12月23日 - ）は、日本の俳優、映画監督、プロデューサー、YouTuber。東京都出身。身長181cm。血液型はO型。夏木プロダクション、ギャッツビーエンタテインメントを経て、株式会社エッジ所属。

## 来歴・人物
- 硬派な昔ながらの日本男児的な美しさと、ナイーブな現代的アウトロー感を包括する魅力を持ち、幅広い役柄をこなす。
- 主にVシネマ、インディーズ映画を中心に活動している。テレビドラマにも出演しており、稀にバラエティ番組にも出演することもある[1]。
- 俳優の小沢仁志は実兄であり、共演作も多数[2]。
- 夏木プロダクションや ヴィランズに所属していた。
- 兄の仁志の事を普段は「兄貴」と呼んでいる。（兄の仁志は和義を「カズ」と呼んでいる）
- 兄の仁志と共にディズニーが好きで、東京ディズニーリゾートにも足を運んでいる。ダッフィーが一番のお気に入り。
- ラーメンがなによりも好きであり、アメ横で材料を調達し自宅で数日間こもりきりでスープから調理する。
- 空手初段。
- 1987年～1992年までは、小沢一義(読みは同じ)名義で活動。

## 出演

### 映画
- 湘南爆走族（1987年、東映） - 地獄の軍団
- パッセンジャー 過ぎ去りし日々（1987年、松竹）
- スケバン刑事 風間三姉妹の逆襲（1988年、東映）
- 恋子の毎日（1988年、東映）
- その男、凶暴につき（1989年、松竹） - 清弘の手下・植田
- 六本木バナナ・ボーイズ（1989年、東映）
- 悲しきヒットマン（1989年、東映）
- もうひとつの原宿物語（1990年、松竹） - ダンスチーム「SC」リーダー
- ゴールドラッシュ（1991年、東映）
- 撃てば…かげろう（1991年、東映）
- にぎやかな家族（1991年、東映／教育映画）
- ごろつき2（1993年）
- NOBODY（1994年） - マルボロ
- SCORE（1995年、松竹） - TJ
- SCORE2 THE BIG FIGHT（1998年） - スペード
- SLANG 黄犬群（1999年2月20日） - 主演・J
- ドリームメーカー（1999年、東映） - 佐久本
- 惨劇館夢子（2001年）
- 修羅のみちシリーズ
  - 修羅のみち4 北九州代理戦争（2001年） - 北九州連合玄竜会若頭補佐 笛田勝一
  - 修羅のみち11 四国最終戦争（2004年） - 関西山王組・高知・尾崎組若頭 磐井茂生
- 飼育の部屋（2002年） - 主演・佐川松男（郵便配達員）
- 新・影の軍団（2002年）
- 伝説のやくざ 最後の博徒（2003年）
- 飼育の部屋 終のすみか（2003年） - 主演・佐川松男（駅の清掃員）
- HEAT -灼熱-（2003年）
- ヒッチハイク 溺れる箱舟（2004年）
- 修羅の門（2004年）
- 飼育の部屋 連鎖する種（2004年） - 佐川松男
- 新・日本の首領II・III（2004年） - 上村組組員 平岡貞夫
- 新・影の軍団VI 最終章（2004年）
- おまえが嫌いだ（2005年、NETCINEMA.TV）
- 戦-IKUSA-（2005年） - 山科龍真
- ウォーターメロン（2005年）
- DV ドメスティック・バイオレンス（2005年）
- 脱皮ワイフ（2005年）
- 悪 WARU（2006年）
- 戦〜第弐戦 二本松の虎（2006年） - 山科龍真
- フリージア（2006年） - 松村
- ミラーマンREFLEX（2006年） - 矢尻祐一郎
- 太陽が弾けた日（2007年公開） - マックス・荒木
- 観察 永遠に君を見つめて（2007年公開） - 三上茂樹
- サクゴエ（2007年公開） - 覆面警官
- コードネーム・スペア（2007年）
- 新・首領への道（2007年） - 太刀川組組員 シバサキ
- 激情版 エリートヤンキー三郎（2009年） - 大河内二郎
- 仮面ライダー×仮面ライダー オーズ&ダブル feat.スカル MOVIE大戦CORE（2010年） - 尾藤勇（サム）
- ガチバン アルティメイタム（2011年） - ヤクザ
- 藁の楯（2013年） - 暴漢
- 修羅よ さらば（2013年、オールインエンタテインメント） - 主演・竜胆会幹部 神山源治
- アンダーフェイス（2014年、オールインエンタテインメント） - 田嶋組幹部 タカヤス
- 25 NIJYU-GO（2014年） - 田神組若頭 田神一虎(田神組組長の実弟)
- ピラメキ子役恋ものがたり〜子役に憧れるすべての親子のために〜（2015年） - P/内田
- CONFLICT 〜最大の抗争〜（2016年） - 東仁連合 初代総長 丹羽竜二
- 覇王 シリーズ（2016年） - 鷲尾清春
  - 覇王I 凶血の系譜（2016年7月30日）
  - 覇王II 凶血の系譜（2016年7月30日）
  - 覇王III 凶血の連鎖（2017年3月4日）
  - 覇王IV 凶血の連鎖（2017年3月4日）
  - 覇王V 群狼の血脈（2017年）
- 侠の絆（2018年） - 藤澤組若頭補佐 榊原修二
- 東京ドラゴン飯店（2020年8月1日公開[3]） - ラーメンOZAWA 和（元・極道）
- 修羅の世界（2022年） - 龍安組若頭 土井
- BAD CITY（2023年） - 和刑事
- かかってこいよ世界（2023年8月25日公開）[4]

### Vシネマ
- 狙撃2 THE SHOOTIST（1990年、東映Vシネマ）
- 取立屋本舗ベビィ 闇金絵巻（1993年、タキコーポレーション）
- 青い豹 最も危険なヒットマン（1994年）
- 監禁逃亡 異常性欲のはてに（1995年、ジャパンホームビデオ） - 真田譲
- GETAWAY アブナイ女（1996年、アルゴピクチャーズ） - リュウイチロウ
- パチプロ浪花梁山泊1 - 6（1996年 - 1997年、ケイエスエス）
- 仁義15 女豹襲撃（1997年、徳間ジャパンコミュニケーションズ）
- DOGTAG ドッグ・タッグ（1997年、監督：小沢和義） - 主演・アレフ（牧師）
- パチンコ軍団梁山泊1・2（1998年、ケイエスエス）
- 本気(マジ)!10 残侠編（1998年、徳間ジャパンコミュニケーションズ）
- 日本極道史 野望の軍団（1998年 - 1999年、ミュージアム）全4作 - 天龍会若頭補佐 田島明治
- 熱血!二代目商店街1・2（1999年、日活ビデオ） - 木下太助（花屋）
- 実録・広島やくざ戦争（1999年、ミュージアム） - 梶本哲
  - 実録・広島やくざ戦争（1999年） - 打館組組員
  - 広島やくざ戦争 完結編（1999年） - 共雄会山崎組組員（→共雄会十二会幹部）
  - 続・広島やくざ戦争 流血!第三次戦争勃発!（2001年）
- 傷だらけの仁義（1999年、ミュージアム） - 藤堂組若頭補佐 樋口勝典
- 龍女（1999年、徳間ジャパンコミュニケーションズ / 企画：小沢和義）
- 暴き屋 保険調査裏仕事人（2000年、ミュージアム） - ヒラツカ（金融屋「ストッパーズ」）
- 真・雀鬼5  新宿麻雀決戦（2000年、徳問ジャパンコミュニケーションズ） - 神岡
- パチスロ攻略王 GET LUCK 2（2000年） - 主演
- 女郎蜘蛛（2000年、ミュージアム） - 米田（ケーブルテレビ ニュース番組プロデューサー）※友情出演
- 侠道3（2000年、東映ビデオ）
- 実録・絶縁（2001年、ミュージアム） - 権藤組舎弟頭 浅見組組長 浅見史郎
- ガードレス（2001年、徳間ジャパンコミュニケーションズ）
- 殺しの軍団1・2（2001年、ミュージアム）
- 実録外伝 ゾンビ極道（2001年、徳間ジャパンコミュニケーションズ）
- 首領の女1（2001年、ミュージアム） - 八栖会幹部 浜田和美（浜田組組長の実子）
- 祭 一壱・弐一（2001年、東映ビデオ）
- 女雀龍伝 誕生篇（2001年、徳間ジャパンコミュニケーションズ） - 虎狩りの原田
- 女雀龍伝2 流血編（2002年、徳間ジャパンコミュニケーションズ） - ケン（虎狩りの原田の実弟）
- 示談屋 龍次（2001年、松竹ホームビデオ）
- オーバーレブ!（2001年、カレス・コミュニケーションズ）
- マネーギャング 極楽同盟（2002年、ケイエスエス）
- 隠忍術SHINOBI（2002年、ケイエスエス）
- ネット探偵アイコ（2002年）
- 愚連隊の神様 万寿十一伝説 紅蓮 〜大陸からの刺客（2002年、徳間ジャパンコミュニケーションズ）- 幸英烈(ひらって幸)
- 実録・柳川組 シリーズ（2002年 - 2003年） - 立川孝一郎
  - 実録・柳川組 大阪戦争百人斬り（2002年）
  - 実録・柳川組2 西日本制圧 ─報復─（2002年）
  - 実録・柳川組3 柳川次郎伝説 ─完結─（2003年）
- 実録・鯨道外伝 博多ヤクザ抗争史 ヤクザの弔い歌（2002年、プレイビル）
- 外伝 麻雀放浪記I・II（2002年、ケイエスエス）
- 実録・最後の愚連隊（2002年） - 吉水金吾
- 実録・沖縄ヤクザ戦争いくさ世30年（2002年、ミュージアム）
- 実録・名古屋やくざ戦争 統一への道（2003年、GPミュージアム） - 城田組仁笠興業幹部 阿藤義夫
- 許されざる者（2003年）- 友田
- 昭和博徒伝（2003年、ケイエスエス）
- 獅子の世紀（2003年）
- 風営法全史 実録・ぼったくり（2003年） - 仰木哲勝（企業舎弟）
- TRUE FACE（2003年、GPミュージアム）
- 昭和博徒外伝（2003年、ケイエスエス）- 徳永
- ヒステリックグラマー（2003年、GOミュージアム・ソフト／エクセレントフイルム）
- 真説 人間魚雷 極悪仁義（2003年）
- ムラマサ ムラマサII（2003年、RIKIプロジェクト／ギャングスター） - 島津桄鬼
- 極道恐怖大劇場 牛頭 GOZU（2003年、オフィスアスク）
- 死刑確定II・III（2004年・2005年、RIKIプロジェクト／ギャングスター） - 武藤（刑事）
- 略奪 マネークラッシュ（2004年） - ボギー（フリーの殺し屋）
- 鉄砲玉、弾ンだ（2004年、GPミュージアム） - 大阪天佑会花岡組若頭 小池和
- 修羅の血（2004年、GPミュージアム） - 田坂
- 実録・竹中正久の生涯 荒らぶる獅子 外伝（2004年） - 山賀組若中 中嶋長次 ※友情出演
- 実録・東組抗争史 閻魔の微笑（2004年） - 酒谷組若頭補佐 茂庭組組長 仲村健作
- 仁義44 頂上戦争勃発（2005年、日本映像／松竹）
- 新・日本の首領4・5・6・7（2005年） - 上村組組員 平岡貞夫
- 実録・なにわ山本組 捨身で生きたる! 完結編（2005年） - 大阪・都島 天心一家本多組組長 本多重光
- (暴)組織犯罪対策部捜査四課（2005年 - 2006年、GPミュージアム）全5作 - 衣川組若頭 佐久間
- 武闘派極道史 竹中組組長邸襲撃事件（2005年、GPミュージアム） - 警察官 オカモト（派出所）
- 修羅場の侠たち 伝説の愚連隊・盟朋会（2005年） - 主演・盟朋会組員 安田アキラ
- 実録・新選組（2006年、GPミュージアム） - 藤堂平助
- 実録・新選組 完結編（2006年、GPミュージアム）
- 不退の松葉 完結編（2006年、GPミュージアム） - 誠流会事務局長 真田泰
- 実録・東海道抗争 白と黒（2006年、GPミュージアム） - 八代目剛島一家本部長 笹野博文
- 実録・東声会 初代・町井久之 暗黒の首領（2006年、GPミュージアム） - 町井一家幹部 柳沢憲昭（→東声会幹部）
- 侠鬼（2006年、GPミュージアム）
- 鬼魄二代目山口登（2006年、GPミュージアム）
  - 鬼魄二代目山口登 完結編（2006年、GPミュージアム）
- 実録・東声会 初代町井久之 暗黒の首領 完結編（2006年、GPミュージアム） - 東声会幹部 柳沢憲昭
- 実録・大日本菊水会〜双龍伝〜（2007年、GPミュージアム） - タカオカ組 タカオカケンジ
  - 実録・大日本菊水会〜双龍伝〜完結編（2007年、GPミュージアム）
- 首領の一族（2007年、GPミュージアム）全2作 - 青雲会 三島明宏
- 悪党ジョーカー1（2007年、AMGエンタテインメント）
- 殺戟の応酬（2007年、GPミュージアム）
- 汚れた代紋（2007年、GPミュージアム） - 綿貫連合会 佐藤組組長 碇
- 悪党ジョーカーVol2 現金に体を張れ（2007年、AMGエンタテインメント）
- 実録・国粋 竜侠（2007年、GPミュージアム） - 落秋一家代貸 高垣岩太郎（→落秋一家六代目）
  - 実録・国粋 竜侠 完結編（2007年、GPミュージアム）
- 実録・手打ち破り（2007年、GPミュージアム） - 稲原会岩井組都築組組長 都築猛雄
- 組長射殺〜首領を撃て〜（2007年、GPミュージアム） - 主演・成瀬亘
- ビジネスマン必勝講座 ヤクザに学ぶ経済戦術（2007年、GPミュージアム）実例2「関東広域系三次団体S組長の交渉戦術」 - S組長
- 殺戮の応酬（2007年） - 大和挺身隊三代目 東田剛
- アンタッチャブル（2007年、GPミュージアム）
- 岸和田少年愚連隊 カオルちゃん最強伝説 女番哀歌 スケバンエレジィ（2007年、松竹） - ハッタリ
- むこうぶち 高レート裏麻雀列伝（2007年） - スズヒロ組
- 愛しのOYAJI（2007年、GPミュージアム）
  - 愛しのOYAJI2（2008年、GPミュージアム）
- 実録・九州やくざ抗争史 小倉戦争（2007年） - 江藤会系田中組組長 田中新次郎
- ツインギャング1 - 4（2007年 - 2008年、GPミュージアム） - 筒見一家浅利組組員 リキ
- 平成清水一家 完結編（2007年、GPミュージアム） - 穴太組組長
- 実録・無敵道（2008年、GPミュージアム） - 今西
  - 実録・無敵道 完結編（2008年） - 今西茂
- 新・首領への道1,2（2008年、GPミュージアム） - 太刀川組組員 シバサキ
- 太陽が弾ける日（2008年、GPミュージアム）全2作 - マックス・荒木
- トンパチ1・2（2008年、AMGエンタテインメント）全2作 - 主演・佐藤一（売れないピンク役者）
- 喧嘩の極意 シリーズ（2008年 - 2010年）全6作 - 少年課 刑事 ロクさん（キワコウOB）
- 修羅之魂1 侠客立志編（2008年、GPミュージアム） - 亀井敬典
  - 修羅之魂2 激動渡世編（2008年、GPミュージアム） - 稲澤会横須田一家井之上組組員 亀井敬典
- 修羅の妻たち2（2008年、GPミュージアム）
- 覇道（2008年、GPミュージアム）全2作 - 尾道 玄道会 森山健也（玄道会組長森山雄吉の養子）
  - 覇道1（2008年） - 玄道会池島組幹部
  - 覇道2（2008年） - 玄道会高知支部池島組幹部
- 横浜暗黒街（2008年）全2作 - 小杉新太郎
  - 横浜暗黒街1 華炎（2008年） - 仁藤会藤堂組幹部
  - 横浜暗黒街2 侠華（2008年） - 元・仁藤会藤堂組幹部
- 修羅の妻たち〜鉄砲玉の妻（2008年、GPミュージアム）
- 義兄弟 山口英弘 激流の章（2008年） - 神戸 山神組 山本仙一
- BLACK MAFIA 絆（2008年、GPミュージアム） - 龍田組若頭補佐 宮田
- BLACK MAFIA 絆 完結編（2009年、GPミュージアム） - 麻薬撲滅評議会 本部長 宮田
- 松方弘樹の名奉行金さん2009（2009年、GPミュージアム）
- ヤクザ大辞典（2009年、GPミュージアム） - マツザカ
- 刑務所で泣くヤツ、笑うヤツ（2009年） - 弁護士
- 鳳 1,2,3,完結編（2009年-2010年、GPミュージアム）全4作 - 天地会天外組若頭 御子神信悟
- 極道の紋章 第八章〜第十章（2009年、GPミュージアム） - 沖田連合弘和会高見組組長 高見和幸
- 九州激動の1520日 新・誠への道 第1章〜完結編（2009年、GPミュージアム） - 二代目雄仁会三代目村富一家幹部 木場徹
- 大強盗（2010年、GPミュージアム）
  - 大強盗〜ギャングな奴ら〜完結編（2010年、GPミュージアム）
- 女子高生ゾンビ（2010年、GPミュージアム）
- ギャングコネクション（2010年、GPミュージアム） - 梁山会若頭 黒崎
  - ギャングコネクション 完結編（2010年、GPミュージアム）
- 破門（2010年） - 翔龍会副会長
- 極秘潜入捜査官D.D.T.（2011年、GPミュージアム） - 銃密売組織
- 実録・若頭 完結編（2011年、GPミュージアム） - 三代目山神組 組長代行補佐 加賀美組組長 加賀美義政
- 修羅の覇道1,2,完結編（2011年、GPミュージアム） - 七代目山鬼組若頭補佐 永浩会会長 永福浩司
- アンダーグラウンド（2011年、サテライト） - 瀧林土連合幹部 宇治田組組長 四門泰介
- リベンジ〜血の報復〜（2011年、GPミュージアム）
- 極道忠臣蔵（2011年、GPミュージアム） - 侠和会若頭補佐 北陸 二代目黒崎組 浅川清太郎
- 新・首領の一族（2012年） - 女装ヒットマン
- 中京統一戦線（2012年、オールインエンタテインメント） - 志虎一家 並木健二
- 修羅の宿命（2012年、オールインエンタテインメント） - 吉岡組幹部
- サムライ（2012年、コンセプトフィルム） - 東部方面隊第2師団第26連隊 郷田（一等陸尉）
- 修羅の掟（2012年） - 主演・吉蝶会若頭 五堂
- 修羅の挽歌（2012年） - 台村組若頭 大倉
- 武闘派（2012年） - 鯨井組若頭 山崎
- ブラックフェイス1・2（2013年）全2作 - 風見ケンジ（私立探偵）
- チンピラ（2013年、オールインエンタテインメント） - 金子市之丞（スリ）
- 汚れた紋章(バッジ)（2013年） - 宇崎組組長 三島栄司
- 抗争の挽歌（2013年、オールインエンタテインメント） - 力石会 サエキ
- 日本統一4,5（2014年） - 二代目侠和会初代三上組舎弟頭 大宮組組長 大宮和也
- 強奪(しのぎ)6億円・・・・・・（2014年、オールインエンタテインメント） - ギンセイ会組員 リョウジ
- 西日本最大の抗争（2014年、オールインエンタテインメント） - 金鵄会磯谷組組員 田中卯之介（元・中西組組員 田中三兄弟 三男）
- 暗黒の戦い（2014年、オールインエンターテイメント） - 刑事 原田
- 極道の姐（2014年） - 三代目柳楽組若頭 五代
- 極道刑務所（2014年） - 民自党議員 立花俊一
- 新・極道の紋章（2014年） - エビス金融従業員 蟹江（取り立て）
- 日本やくざ抗争史 絶縁（2014年）全2作 - 相良龍信
  - 日本やくざ抗争史 絶縁 第一章（2014年） - 夏梅一家若頭
  - 日本やくざ抗争史 絶縁 第二章（2014年） - 郷野組相良組組長
- 日本やくざ抗争史 首領襲撃（2014年） - 三代目丹波組若頭 谷健組組長 谷岡健三
- 日本やくざ抗争史 広島抗争（2015年）全2作 - 梶原悟
  - 日本やくざ抗争史 広島抗争（2015年） - 山川組幹部
  - 日本やくざ抗争史 広島抗争2（2015年） - 十三会幹部
- 日本やくざ抗争史 殺しの軍団 第一章（2015年） - 林田一派 岸田裕一郎
- 武闘派の道（2015年） - 関東睦会若頭 佐藤会会長 佐藤修
- 関東極道連合会 第四章・第五章（2015年） - 二代目国士会会長 藤堂
- 九州極道戦争1・2（2016年）全2作 - 中島 山南組副組長 鷹丘組組長 鷹丘義次
- 裏社会の男たち第一章 第二章 第三章 第五章（2015年 - 2016年） - 中国マフィア
- 表と裏 第5章,最終章（2016年）
- 東京やくざ抗争（2016年） - 憂士会和仁組 タキタ
- 制覇（2015年-2016年） - 郷田辰夫（四代目難波組組長郷田悠馬の実弟）
  - 制覇3・4・5（2015年-2016年） - 四代目難波組幹部 郷田組組長
  - 制覇8（2016年） - 元 郷田組組長
- 列島分裂 東西10年戦争1・2（2016年）全2作 - 関西剛龍会若頭 松龍会会長 松井貞一
- プラチナ代紋1・2・3（2016年）全3作 - 吉村康二
  - プラチナ代紋1（2016年5月） - 大和会大西組幹部
  - プラチナ代紋2（2016年7月） - 横浜 安田組組員
  - プラチナ代紋3（2016年9月） - 大和会大西組幹部
- 欲望の代償1・2（2016年）全2作 - 三代目関東侠仁会 戸越虎次
  - 欲望の代償（2016年6月） - 三代目関東侠仁会二代目若獅子会会長
  - 欲望の代償2（2016年8月） - 三代目関東侠仁会四代目オカジマ会会長
- 仁義のはらわた1・2（2016年）全2作 - 主演・渥美虎次（竹松連合会車屋六代目総長の甥、五代目総長の実子）
  - 仁義のはらわた1（2016年） - 関東睦会系中根組幹部
  - 仁義のはらわた2（2016年） - 竹松連合会車屋七代目総長（元・関東睦会系中根組幹部）
- YOKOHAMA BLACK1,2（2016年） - 相模睦連合 黒剣一家組員 小虎和（元医師）
- 強者(ツワモノ)（2016年） - 是島（見切りの哲）
- COLD BLOOD -三つ巴の抗争-（2017年）全2作 - 林田組組長
- 狂犬と呼ばれた男たち 外道ヤクザ（2017年） - 主演・東勇会若頭補佐 朝村喜太郎
- 極道天下布武（2017年） - 五代目室八連合会総長 足多賀一家総長 足多賀義昭（義晴の実子）
- 極道黙示録1・2（2017年、2018年） - 堂念組若頭補佐 末井健隆
- 我王伝（2018年） - 龍侠会理事長 今泉組組長 今泉誠司
- 任侠哀歌(エレジー)（2018年） - 西城ファンド社長 西城トオル
- 外道憤砕（2018年） - 龍文字一家立浪組 シライシ
- 大激突 果てなき抗争（2018年） - 黒川組若頭 成田組組長 成田朝雄
- 覇者の掟（2018年 - 2019年）全5作 - 弘和会若頭補佐 佐伯組組長 佐伯
- 疵と掟3,4,5（2019年） - 中浜組若頭 ムツウラエイスケ
- GOKU・OH 極王1 - 6（2019年 - 2020年）全6作 - 若宮新次
  - GOKU・OH 極王1（2019年 - 2020年） - 初代義仁会若頭 若宮組組長
  - GOKU・OH 極王2（2019年 - 2020年） - 三代目阪田組川路組二代目義仁会会長
  - GOKU・OH 極王3（2019年 - 2020年） - 三代目阪田組直参二代目義仁会会長
  - GOKU・OH 極王4・5・6（2019年 - 2020年） - 双龍会副会長
- キングダム 〜首領になった男〜1 - 5（2019年 - 2020年） - 二代目島津組舎弟頭 萩原桔平
- 日本統一外伝 川谷雄一（2019年） - 初代侠和会上田組三上組舎弟頭 大宮組組長 大宮和也
- 日本極道戦争 第五章・第六章（2020年） - 八鬼会鬼征組若頭 安藤譲治
- 麻雀破壊神 むこうぶち傀 相性（2020年） - 新東新聞社 生活情報課 課長 古谷浩司（元・政治部記者）
- 権力の階段〜総理への道〜2（2020年） - 県会議員 堀内宗行（元・日村哲也の秘書）
- 義兄弟1,2,3（2021年） - 鬼木
- 極道の紋章レジェンド4（2021年） - 関東睦会弘和会若頭 黒岩組組長 黒岩重成

### テレビドラマ
- スケバン刑事II 少女鉄仮面伝説 （1985年11月7日 - 1986年10月23日放送、フジテレビ）
  - 第14話「危うしサキ!恐怖の刺客七人衆」（1986年2月13日放送） - 恐車七人衆・弐
  - 第15話「雪乃重傷?サキ怒りの逆襲」（1986年2月20日放送） - 恐車七人衆・弐
  - 第22話「ああ!怪力サキの花の応援団長」（1986年4月10日放送） - 草川信吾
- 火曜サスペンス劇場（日本テレビ）
  - ウエディングドレス（1986年7月1日放送）
  - 第27回江戸川乱歩賞受賞作　原子炉の蟹　死体に残された紙片の謎（1987年11月17日放送）
  - 女検事・霞夕子（1991年9月24日放送） - 栗岡源次
- 太陽にほえろ!（日本テレビ・東宝）
  - 第717話「女たちは今……」（1986年11月7日放送）
- 特捜最前線（テレビ朝日）
  - 第503話「拳銃強奪・愛した日々よ永遠に！」（1987年2月19日放送） - 沢田
- 月曜ドラマランド（フジテレビ）
  - タッチ（1987年6月1日放送）
- 私鉄沿線97分署 第78話「ブルとオサムがパンチ合戦!?」（1986年、テレビ朝日）
- ザ・スクールコップ 第3話「先生が好きです」（1988年、フジテレビ）
- 仮面ライダーBLACK RX 第36話「ヒーローは誰だ!?」（1989年7月9日、毎日放送・東映） - プロボクサー・沢田勝
- あぶない刑事 第45話「謹慎」（1987年）
- もっとあぶない刑事 第6話「波乱」（1988年）
- はぐれ刑事純情派 第2シリーズ 第7話「過剰防衛の女」（1989年、テレビ朝日）
- さすらい刑事旅情編II 第9話「中央線終電車・無言電話におびえる女」（1989年、テレビ朝日）
- 刑事貴族 第8話「その時、あいつが消えた」（1990年）
- 刑事貴族2 第4話「女弁護士」（1991年）
- 刑事貴族3 第10話「若者たち」（1992年7月3日放送、日本テレビ・東宝）
- お江戸捕物日記 照姫七変化 第7話「三匹の暴走旗本」（1990年4月25日、フジテレビ・東映）
- 続続・三匹が斬る! 第17話「花嫁の首恋しや妖怪鬼八」（1990年5月31日、テレビ朝日） - 円城寺光臣
- はだかの刑事 第30話「俺の愛したこの街で」（1993年9月24日、日本テレビ・東宝）
- 女検事の捜査ファイル 第6話「覗かれた裏窓の女!結婚記念日の殺意」（1993年11月25日、テレビ朝日・東宝） - 高野雄二
- 土曜ワイド劇場（テレビ朝日）
  - 「7人のOLが行く!2」（1995年8月19日） - 名奈橋正美
  - 「タクシードライバーの推理日誌19」（2004年10月30日） - 仲倉新治
  - 「炎の警備隊長・五十嵐杜夫8」（2010年1月16日）
  - 「ショカツの女〜新宿西署・刑事課強行犯係4」（2010年4月17日）
  - 「温泉若おかみの殺人推理24」（2012年8月11日） - 樋口勝
  - 「広域警察4」（2013年10月19日） - 中井幸雄
  - 「100の資格を持つ女8」（2014年1月11日） - 香川賢一
- 暴れん坊将軍シリーズ（ANB / 東映）
  - 暴れん坊将軍VII 第11話「魔剣! 鮮血の花嫁」（1996年） - 五島順之助
  - 暴れん坊将軍X 第17話「仕組まれた旦那殺し!絵草紙屋の女の秘密」（2000年） - 清次
- けろりの道頓 秀吉と女を争った男（1999年1月2日、関西テレビ） - 石田三成
- 月曜ドラマスペシャル（TBS）
  - 「ファミリー (テレビドラマ)」（1999年） - シイバ・ミチオ
  - 「呪いの5キャラットダイヤ」（2000年） - 浅川章吾
- 金曜エンタテイメント （フジテレビ）
  - 「京都祇園入り婿刑事事件簿7」（2000年）
  - 「お局探偵亜木子&みどりの旅情事件帳4」（2001年）
  - 「地獄の花嫁2」（2001年） - 占部翔
  - 「赤い霊柩車16」（2002年） - 池上舜一
- 生きるための情熱としての殺人 （2001年）
- 御家人斬九郎 第5シリーズ 第8話「乱調麻佐女」（2002年、フジテレビ / 映像京都） - 源太
- 月曜ミステリー劇場「十津川警部シリーズ24・伊豆の海に消えた女」（2002年、TBS） - 宮本達夫
- 女と愛とミステリー ヤメ検弁護士・英剛直 佐渡が島殺人航路（2002年、テレビ東京） - 前島友良
- 新・女検事 霞夕子21（2003年10月14日放送） - 和倉暁平
- こちら本池上署（2003年） - 三沢浩二
- 新選組!（2004年、NHK大河ドラマ） - 長州藩士
- 愛のソレア（2004年）
- 水曜ミステリー9（テレビ東京系）
  - 「信濃のコロンボ事件ファイル8・アリスの騎士」（2005年放送、Gカンパニー） - 根岸嘉男
  - 「森村誠一サスペンス 刑事の証明7」（2014年4月9日、俳優座） - 警視庁捜査一課 課長 警視 大倉敏郎
  - 「森村誠一サスペンス 刑事の証明8」（2014年10月22日、俳優座） - 警視庁捜査一課 課長 警視 大倉敏郎
  - 「邪魔〜主婦が堕ちた破滅の道」（2015年9月2日、ザ・ワークス） - 大倉一郎
- 金曜時代劇 柳生十兵衛七番勝負 第4話（2005年、NHK） - 緒（方スナック経営、帝栄興業（金融）、テイワ会）
- こちら本池上署（2005年） - 井口勝
- エリートヤンキー三郎（2007年） - 大河内二郎
- 刺客請負人 （2007年） - 鳴海助四郎
- 素浪人 月影兵庫 第7話（2007年、テレビ朝日） - 美濃部蔵人
- 警視庁女性捜査班
- 相棒 season6 第1話「複眼の法廷」（2007年10月24日） - 塚原功
- 特命係長 只野仁 スペシャル '08 大手銀行派遣女子行員が仕掛けた罠（2008年2月2日、テレビ朝日） - 村沢組 金庫番・江口
- 月曜ゴールデン『萬屋長兵衛の隅田川事件ファイル』（2008年11月17日、TBS） - 柴田初太郎（鳶職）
- 陽炎の辻〜居眠り磐音 江戸双紙〜3 第7-8話（2009年5月30日、6月13日、NHK） - 四出縄綱
- 仮面ライダーW 第31話「風が呼ぶB / 野獣追うべし」・第32話「風が呼ぶB / 今、輝きの中で」（2010年、テレビ朝日） - 尾藤勇（サム）
- ショカツの女 新宿西署 刑事課強行犯係 4「爆弾魔の人質になった刑事！タイムリミットは48時間!? 愛妻の死の真実を隠蔽した警察権力への命懸けの抵抗!!」（2010年） - 警視庁捜査一課 管理官 赤川
- 月曜ゴールデン（TBS）
  - 大家だけが知っている! 〜幸多福子の下町事件簿〜（2010年8月2日、TBS） - 中野博正
  - 警視庁南平班〜七人の刑事〜第1作（2009年8月2日） - 南平班 菅原雄一郎（元マル暴刑事）
  - 警視庁南平班〜七人の刑事〜第2作（2010年8月2日） - 南平班 菅原雄一郎（元マル暴刑事）
- 水戸黄門 第42部 第16話「一触即発、お家騒動! -高松-」（2011年2月7日、TBS / C.A.L） - 榊源太夫
- QP（2011年10月 - 12月、日本テレビ） - 朽木
- BS時代劇 陽だまりの樹（2012年4月 - 6月、NHK BSプレミアム） - 丑久保陶兵衛
- 純と愛 第30回（2012年11月3日、NHK連続テレビ小説） - 小沢聖
- 赤川次郎原作 毒〈ポイズン〉 第8話（2012年11月22日、読売テレビ） - 甲斐史郎
- SAKURA〜事件を聞く女〜 第6話（2014年11月24日、TBS） - 相良周二
- 新・刑事吉永誠一 最終話（2014年12月12日、テレビ東京） - 倉林元彦
- 新春ワイド時代劇 大江戸捜査網2015〜隠密同心、悪を斬る!（2015年1月2日、テレビ東京） - 川路左太夫
- BS時代劇 子連れ信兵衛 第1話（2015年11月13日、NHK BSプレミアム） - 太田兵庫
- ドラマ10 水族館ガール 第6話（2016年8月26日、NHK）
- ドラマ24 侠飯〜おとこめし〜 第8話 - 第10話（2016年9月9日 - 9月23日、テレビ東京）
- そして誰もいなくなった（2017年3月25日、テレビ朝日） - 黒丸丈二
- W県警の悲劇 第6話（2019年9月7日、テレビ東京） - 水橋旭
- 日曜プライム 黒薔薇2〜刑事課強行犯係 神木恭子（2019年9月22日、テレビ朝日） - 班目淳
- 逃亡者（2020年12月5日・6日、テレビ朝日） - 新宿東署 刑事
- キン肉マン THE LOST LEGEND（2021年、WOWOW）
- 月曜プレミア8 信濃のコロンボ2（2021年8月23日、テレビ東京） - 篠原清司
- スタンドUPスタート 第5話・第6話（2023年2月15日・22日、フジテレビ） - 豊光幸男[5]
- ゲキカラドウ2 第2話（2023年4月14日、テレビ東京） - 鬼平[6]

### バラエティー
- 浜ちゃんと! - 芸能界 強面将棋山崩し選手権!!（読売テレビ） - コーナーレギュラー
- リンカーン生誕200年記念スペシャル豪華祭芸能界天地人決定戦（2009年3月31日、TBS） - 兄と共演
- ダウンタウンDX（2016年6月9日・2020年9月17日、読売テレビ） - 兄と共演[7]
- 笑×演（2017年4月・10月・11月、2018年1月・2月、テレビ朝日） - 兄と共演 (コンビ名：小沢兄弟)[8]
- クイズ!脳ベルSHOW

### Web放送
- 笑売寺（Bee TV）
- リアルカイジGP（2018年5月、AbemaTV）[9]

### CM
- ダイハツ ムーヴカスタム（2004年） - ナレーション

### ラジオ
- 小沢和義のファンファンナイト（2020年12月22日 - 、MID-FM761）毎週火曜23:00〜23:30
- 北方謙三原作 ネオラジオドラマ 三国志（2021年10月3日 - 、文化放送）

## 監督作品
『DOGTAG ドッグ・タッグ』（1997年、徳間ジャパン）※初監督作品・主演
ストーリー／二つの顔を持つ男アレフは、表向きは教会の牧師だが、裏では依頼を100%成功させる凄腕の殺し屋。アレフは彼のエージェントであり侵入のバドとともに、かつて傭兵時代、仲間を裏切って姿を消した男・レッグスを追っていた。ある日、仕事の現場にいた少女を助けるが…
監督：小沢和義
監督補：芝祐二
脚本：芝良、寿希谷健一、小沢和義
撮影：内田清美
音楽：長岡道夫
出演：小沢和義（アレフ）、神崎恵、宮坂ひろし、正村英二、稲宮誠、江原修、松山鷹志（バド）、水上竜士、小沢仁志
『SLANG 黄犬群』（1998年、徳馬ジャパン）監督・主演
ストーリー／アジアのどこか、無法の街…。コンビニ強盗を繰り返すケチなギャング「J」、売買結婚を迫る強欲な養父から逃げ出した「クッキー」、純愛を妄信する巨体のオカマ「レディ」。それぞれの自由を求めて、偶然出会った3人。街を牛耳る金貸しのバンスやクッキーを追う養父ファットを巻き込み、逃走と追撃の旅が始まる…。
監督：小沢和義
監督補：芝祐二
脚本：東龍志、KAZ
撮影：北信康
音楽：B-ABOUT PROJECT (挿入歌／MIONE)
出演 小沢和義（J）、谷口あゆみ（クッキー）、宇梶剛士（レディ）、殺陣剛太（ファット）、樋口みつき、西守正樹、松田優、松山鷹志、水上竜士、渡辺裕之（バンス）
『Scramble 抗争の死角』（2013年）監督
監督：小沢和義
企画：山口祥行
脚本：中谷暢宏、KAZU
制作：リキプロジェクト
主演：竹内力（虎牙会 高崎）、小沢仁志（昇竜会 藤木）
『覇王』シリーズ I - V（2016年 - 2017年）全5作 監督・出演
『覇王I 〜凶血の系譜〜』（2016年）
『覇王II 〜凶血の系譜〜』（2016年）
『覇王III 〜凶血の連鎖〜』（2017年）
『覇王VI 〜凶血の連鎖〜』（2017年）
『覇王V 〜群狼の血脈〜』（2017年）
監督：小沢和義
助監督：村田啓一郎
脚本：松平章全
撮影：今井裕二
ガンエフェクト・VFX：遊佐和寿
音楽：SHU
主題歌：ROGUE「夏の少年 1984」
制作: ソリッドフィーチャー
製作: コンセプトフィルム
主演：山口祥行（内藤新宿一家 舎弟頭補佐 土岐零時）
『日本統一外伝 田村悠人1・2』（2021年）アクション監督
主演：山口祥行（三代目侠和会本部長 三代目川谷組組長 田村悠人）
『織田同志会 織田征仁 第九章・最終章』（2022年）監督
- 主演：的場浩司（織田同志会会長）

『空のない世界から』（2022年10月21日公開）監督
主演：兒玉遥